# TSR Olympia Wilhelmshaven
Der Turn- und Sportverein Rüstringen Olympia Wilhelmshaven ist ein 1947 gegründeter Sportverein in der Stadt Wilhelmshaven. Der Verein wurde ursprünglich nach dem Bürogerätehersteller Olympia benannt, der nach dem Zweiten Weltkrieg ein Werk vor Ort eröffnete. Der dieser Tage vornehmlich breitensportlich orientierte Verein erlangte durch die Erfolge seiner Fußballmannschaft in den 1970er Jahren Bekanntheit, als sie für ein Jahr in der 2. Bundesliga Nord spielte. Historisch haben sich aber auch die Leichtathleten einen guten Ruf erworben.
Heutzutage werden beim TSR neben der Leichtathletik auch Tischtennis, Triathlon, American Football, Turnen und Sportakrobatik betrieben. Die in der viertklassigen Oberliga Nord spielende American-Football-Mannschaft firmiert als Jade Bay Buccaneers, während Leichtathletik unter dem Namen LG Wilhelmshaven betrieben wird. Die Sportakrobaten erringen regelmäßig gute Platzierungen bei den niedersächsischen Landesmeisterschaften sowie den nordwestdeutschen Meisterschaften.

## Vereinsgeschichte

Früheres Vereinswappen

Die Wurzeln des Vereins reichen bis in das Jahr 1882 zurück, als der Arbeiter-Sportverein Rüstringen gegründet wurde. Dieser wurde nach Vereinsangaben im Jahre 1946 als Turn- und Sportverein Rüstringen registriert. Zwar wurde schon nach Kriegsende 1945 wieder Sport getrieben, aber die Verantwortlichen erhielten von der britischen Militärregierung keine Genehmigung für die Weiterführung des alten Vereinsnamens. Im Jahre 1952 wurde der Vereinsname um das Wort „Olympia“ ergänzt.
Laut Fußballhistoriker Hardy Grüne wurde der Verein am 15. Oktober 1945 als TuS Wilhelmshaven-West gegründet, der einen Zusammenschluss der im Jahre 1933 verbotenen Arbeitersportverein SV Phönix Wilhelmshaven und Freie Turnerschaft Rüstringen darstellte. Noch im Gründungsjahr wurde der Verein zunächst in TSR Rüstringen und etwa 1949 in TSR Wilhelmshaven umbenannt. Mit dem 27. Februar 1952 wurde der Vereinsname um das Wort „Olympia“ ergänzt. Mit der Umbenennung wollte der Verein die „emotionale, räumliche als auch wirtschaftliche Nähe“ zur Firma aus dem nahen Roffhausen verdeutlichen. Ab 1970 zierte das Logo der Olympia-Werke das Vereinswappen des Vereins.

## Fußball

### Geschichte
Die Fußballer stiegen im Jahre 1948 in die seinerzeit zweitklassige Landesliga Weser-Ems auf und qualifizierten sich in der folgenden Saison 1948/49 für die neu geschaffene Amateuroberliga Niedersachsen, die fortan die höchste niedersächsische Amateurliga bildete. Dort wurde der TSR Olympia zur Spitzenmannschaft sowie zum Publikumsmagneten. Zum Derby gegen den VfB Oldenburg in der Saison 1952/53 kamen 7000 Zuschauer. In der Saison 1955/56 wurden die von Hermann Buschkämper trainierte Mannschaft Meister der Staffel West, scheiterte aber in der Aufstiegsrunde zur seinerzeit erstklassigen Oberliga Nord am Heider SV. Der TSR Olympia blieb eine Spitzenmannschaft der Amateuroberliga, wurde aber Anfang der 1960er Jahre zunehmend vom Lokalrivalen Germania bedrängt. Die Saison 1963/64 brachte die Wende, da die Germania absteigen musste. Die Olympioniken hingegen beendeten die Saison punktgleich mit dem SV Meppen. Das Entscheidungsspiel um die Staffelmeisterschaft wurde mit 0:1 verloren. 
Zur Saison 1964/65 wurde eine eingleisige Landesliga als höchste Amateurliga in Niedersachsen eingeführt. Da der Vizemeister Eintracht Braunschweig Amateure nicht an der Aufstiegsrunde zur Regionalliga Nord teilnehmen durfte rückten die Wilhelmshavener als Fünfter nach, scheiterten aber am Itzehoer SV. Ein Jahr später startete der TSR Olympia mit Siegen über den 1. FC Wolfsburg und den VfR Neumünster, doch zum Schluss hatte der SC Sperber Hamburg die Nase vorn. Sofort tauchten Gerüchte auf, nach denen der Verein „gar nicht aufsteigen wollte“, was die Vereinsführung dementierte. In der Saison 1968/69 nahm die von Adolf Hase trainierte Mannschaft einen neuen Anlauf. Die Aufstiegsrunde schlossen die Wilhelmshavener punktgleich mit dem VfB Kiel ab. Das Entscheidungsspiel im neutralen Stade vor 5500 Zuschauern, darunter über 3000 Olympia-Anhängern, wurde durch Tore von Hans-Günter Krumrey und Wolfgang Härzschel mit 2:0 gewonnen. Franz-Josef Sarna übernahm daraufhin das Traineramt und führte die Olympioniken am Ende der Saison 1969/70 zum Klassenerhalt dank der besseren Tordifferenz gegenüber dem ASV Bergedorf 85.
Der sportliche Aufschwung wurde in der Saison 1970/71 fortgesetzt. Unter dem neuen Trainer Helmut Mrosla erreichten die Wilhelmshavener Platz sechs und mit 6800 den höchsten Zuschauerschnitt der Vereinsgeschichte. Nun strebten die Olympioniken die Bundesliga an und verpflichteten renommierte Spieler wie Eckhard Deterding von Werder Bremen oder Johannes Hertl vom Rapid Wien. Während des sportlich nur für Platz acht reichte klaffte plötzlich eine Deckungslücke in Höhe von 300.000 Mark im Etat. Trotz aller Turbulenzen gelang in der Saison 1973/74 mit viel Glück die Qualifikation für die neue geschaffene 2. Bundesliga. Erst als Eintracht Braunschweig den Wiederaufstieg in die Bundesliga schaffte, stand die Zweitligaqualifikation für die Olympioniken fest. Mit Bernd Helmschrot wurde ein namhafter Torwart verpflichtet. Dennoch steckte die Mannschaft im Tabellenkeller fest und belegte ab Oktober 1974 durchgängig einen der Abstiegsplätze. Im März 1975 wurde Trainer Hans-Wilhelm Loßmann durch Klaus Dröge ersetzt und die Mannschaft kämpfte sich nochmal an die Nichtabstiegsplätze heran. Eine 1:2-Niederlage gegen Preußen Münster sorgte für die Vorentscheidung und der TSR Olympia musste als Viertletzter absteigen.
Der Wiederaufstieg wurde deutlich verpasst, bevor der Verein in der zweiten Hälfte der 1970er Jahre in ernsthafte finanzielle Schwierigkeiten geriet. Der Schuldenberg war zwischenzeitlich auf 700.000 Mark angewachsen, so dass der Verein im Frühjahr 1978 nur durch eine städtische Finanzhilfe gerettet werden konnte. In der Saison 1979/80 stieg die Mannschaft aus der Oberliga Nord ab. Nur 190 Zuschauer wollten das Spiel gegen den HSV Barmbek-Uhlenhorst sehen. In der folgenden Verbandsliga-Saison 1980/81 kämpfte die Mannschaft letztlich erfolgreich gegen den Abstieg. Aufgrund der andauernden finanziellen Schwierigkeit wurde ein Rückzug in eine untere Spielklasse beschlossen. Eine vereinsinterne Opposition stürzte den Vorstand und konnte die Mannschaft mit Hilfe von neuen Sponsoren verstärken. Schon in der nächsten Saison 1981/82 wurde der TSR Olympia Vizemeister und schaffte mit einem 2:0-Sieg über den direkten Konkurrenten Hummelsbütteler SV den Wiederaufstieg in die Oberliga Nord. Dort ging die Mannschaft als Geheimfavorit in die Saison 1982/83. Doch statt um einen Spitzenplatz kämpften die Wilhelmshavener gegen den Abstieg, der nur dank der besseren Tordifferenz gegenüber dem VfB Lübeck geschafft wurde.
In den folgenden Spielzeiten kam der TSR Olympia nicht über Mittelmaß hinaus und in der Saison 1987/88 musste die Mannschaft wegen der schlechteren Tordifferenz gegenüber dem FC Mahndorf in die Verbandsliga absteigen. Dort wurden die Olympioniken in der folgenden Saison 1988/89 in die Landesliga durchgereicht, wo sie erstmals auf ihren Lokalrivalen SV Wilhelmshaven trafen. Im Jahre 1992 legten der TSR Olympia und der SV Wilhelmshaven ihre Fußballmannschaften aus wirtschaftlichen Gründen zusammen. Spitzenfußball wurde nunmehr in Wilhelmshaven unter dem Namen des SV betrieben, während der TSR seine erste Mannschaft in die Kreisliga zurückzog. Bereits zwei Jahre später gelang der Aufstieg in die Bezirksklasse nach einem 5:0-Sieg im Entscheidungsspiel gegen den FC Viktoria Scheps. In der folgenden Saison 1994/95 gelang der Durchmarsch in die Bezirksliga, aus der der TSR Olympia drei Jahre später wieder absteigen musste. Zunächst gelang der direkte Wiederaufstieg, dem in der Saison 1999/2000 der sportliche Aufstieg in die Landesliga Weser-Ems folgte.
Gleichzeitig scheiterte eine von beiden Vereinen abgesegnete Fusion der Fußballabteilungen zum SV Union Wilhelmshaven am Einspruch des Niedersächsischen Fußballverbandes. Da der TSR Olympia über keine Jugendmannschaften mehr verfügte wurde dem Verein der Aufstieg in die Landesliga verweigert. Aus Protest gegen die Entscheidung trat die Mannschaft in der folgenden Saison zu den ersten drei Spielen nicht an und wurde deshalb ausgeschlossen. Der Verein spielte in der 2. Kreisklasse weiter und kämpfte sich bis 2009 in die Kreisliga vor. Zur Saison 2009/10 verließ ein großer Teil der Fußballabteilung den TSR Olympia und schloss sich mit der Fußballabteilung des Wilhelmshavener SSV zum FC Olympia 09 Wilhelmshaven zusammen. Dieser Verein löste sich später auf.

### Stadion
Spielstätte war das Stadion an der Friedenstraße. Nach dem Aufstieg des TSR Olympia in die Regionalliga im Jahre 1969 wurde das Stadion auf 12.000 Plätze ausgebaut. Zur neuen Haupttribüne wurde eine Stahlrohrtribüne mit 600 überdachten Sitzplätzen und 900 überdachten Stehplätzen. Erstmals ausverkauft war das Stadion am 14. September 1969 beim Spiel gegen den SV Arminia Hannover.

## Leichtathletik – LG Wilhelmshaven

Abzeichen der LG Wilhelmshaven

Leichtathletik hat beim TSR Olympia eine lange, seit über sechs Jahrzehnten währende gute Tradition. Bundesweite Aufmerksamkeit und Anerkennung fanden insbesondere die Erfolge der Marathonläufer.
Hein Arians, der sich später auch als Trainer im Verein auszeichnete, gilt als der Motor und herausragende Leistungsträger in der Marathongeschichte Wilhelmshavens. Ihm gelang es in den Jahren von 1958 bis 1962 immer wieder, eine erfolgreiche Mannschaft an den Start zu bringen. Der TSR Olympia entwickelte sich in diesen Jahren mit fünf Mannschaftserfolgen in Folge zur Marathonhochburg in Deutschland. Zwischen 1958 und 1962 wurde Hein Arians viermal deutscher Vizemeister in der Einzelwertung und wurde – gemeinsam mit seinem Vereinskameraden Wilhelm Gänßler – mit dem TSR ebenfalls viermal deutscher Meister in der Marathon-Mannschaftswertung. Drei Mal gehörte Hans Gerdes zur Meistermannschaft und je einmal gehörten Werner Lulies und H.-Dieter Simonsen dem Meisterschaftsteam an. Jürgen Wedeking, 1958 zum ersten Mal deutscher Marathonmeister mit dem TSR, wurde später noch zweimal für den VfL Wolfsburg und einmal für den SC Dahlhausen Deutscher Meister in der Einzelwertung und wurde mit insgesamt vier Einzeltiteln einer der erfolgreichsten Marathonläufer Deutschlands. Für die erfolgreichen Frauen im Verein steht Marlis Wilken, die 1977 Deutsche Meisterin im Hochsprung wurde und auch im Mehrkampf sehr erfolgreich war. Weitere TSR- bzw. LG-Leichtathleten konnten sich auf den kürzeren Mittel- und Langstrecken sowie im Sprint und den technischen Disziplinen auszeichnen.

## American Football – Jade Bay Buccaneers
Die als Jade Bay Buccaneers antretende American-Football-Mannschaft des TSR Olympia Wilhelmshaven wurde am 13. September 1993 als Jade Bay Packers gegründet und ist heute eigenständiger Teil des Gesamtvereines mit gut 130 Mitgliedern. Die Farben der Footballer, die 2019 in der sechstklassigen Landesliga Nord spielen, sind Kardinalrot, Weiß und Gelb. Die Mannschaft trägt ihre Heimspiele auf der ehemaligen Marinesportanlage, dem städtischen Sportpark Freiligrathstraße, aus. Seit der Saison 2008 hat die Abteilung auch eine Jugendmannschaft, die unter dem Namen BucsLite formiert sind. Dabei können 15- bis 19-Jährige in der 2. Jugendliga Nord Tackle-Football spielen. Seit 2016 bieten die BucsLite auch eine B-Jugend im Alter von 12 bis 16 Jahren im Ligabetrieb an. Ebenfalls bieten die Jade Bay Buccaneers Cheerleading im Senioren- und Juniorenbereich an, sowohl im klassischen Stil als auch im Dance-Bereich. Seit 2007 halten die Buccaneers alljährlich eine offene Cheerleader-Meisterschaft ab, die Jade Bay V.I.P.
In der Saison 2014 konnten die Jade Bay Buccaneers ungeschlagen den Titel des Landesmeisters in der Landesliga Nord erringen. Spielstätte der Buccaneers ist der Sportpark Freiligrathstraße in Wilhelmshaven.

## Triathlon
Triathlon wird seit 1985 beim TSR betrieben. Seit den 1990er Jahren hält diese Abteilung alljährlich den Nordseetriathlon ab. Seit einigen Jahren firmiert diese Veranstaltung als NordseeMan Wilhelmshaven Triathlon. In diversen Altersklassen haben Athleten des TSR sogar mehrere Weltmeistertitel errungen.

## Turnen und Sportakrobatik
Die Abteilung Turnen und Sportakrobatik ist die jüngste Abteilung des TSR. Sie wurde 2011 gegründet und hat die Sparten: Sportakrobatik, 50+, Sambarracuda, Tanz, Gymnastik und Aerobic/BOP. Der Begriff BOP steht für Bauch-Oberschenkel-Po, weil am Ende des Step-Aerobic-Trainings jeweils eine gezieltes Training der Körperteile Bauch, Oberschenkel und Po stattfindet. Am 4. und 5. Mai 2013 wird die Abteilung Turnen & Sportakrobatik Ausrichter der deutschen Meisterschaften in der Schülerklasse DSAB sein.